# Windows 10 Mobile
A Windows 10 Mobile a Microsoft Windows 10 operációs rendszerének mobilos változata, amely 2015-ben jelent meg.
A vállalat célja volt, hogy a szoftver minél jobban hasonlítson az asztali verzióra: kiterjedtebb szinkronizáció, UWP-alkalmazások futtatása, valamint külső kijelzők és beviteli eszközök támogatása. Az Objective-C nyelven íródott iOS-alkalmazások könnyen Windowsos verzióra fordíthatóak. A Windows Phone 8.1-et futtató mobiltelefonok frissíthetőek a 10-es verzióra.
A rendszer a 32 bites ARM architektúrájú okostelefonokat és phableteket támogatja; korábban tervezték a 9 inchnél (23 centiméter) kisebb készülékek támogatását, azonban ez nem valósult meg. Az első nyílt béta kiadás 2015. február 12-étől érhető el egyes Lumia készülékeken; a végleges verziót futtató telefonok november 20-án kerültek kereskedelmi forgalomba, a Windows Phone-t futtató készülékek pedig 2016. március 17-étől frissíthetőek (ennek elérhetősége függ a gyártótól és a szolgáltatótól is).
A platform nem lett sikeres: felhasználói és fejlesztői érdektelenség miatt az aktív fejlesztés 2017-ben leállt, 2020. január 14-én pedig megszűnt a támogatottság is. A Windows 10 Mobile piaci részesedése 2021 novemberében 0,01% volt.

## Fejlesztése
A Microsoft 2012-ben elkezdte a platformok egységesítését: a Windows Phone 8 elődjétől eltérően a Windows CE helyett a Windows NT rendszermagján alapul, és azonos biztonsági megoldásokat alkalmaz, valamint támogatja az NTFS-t és a DirectX-et. A 2014-es Build konferencián bemutatták a Universal Windows Apps modelljét, amellyel az asztali és mobilos verzión, valamint az Xbox One konzolon is futtatható Windowsos alkalmazások fejleszthetőek. A felhasználói adatok és szoftverlicencek szintén megoszthatóak.
2014 júliusában Satya Nadella bejelentette, hogy a Windows, Windows Embedded Compact és Windows Phone termékvonalak architektúráit összevonják, ez azonban a forgalmazást nem befolyásolja.
A 2014. szeptember 30-án bemutatott Windows 10 Terry Myerson szerint a cég legátfogóbb operációs rendszere, amely egységes kezelőfelületet kínál minden eszköz számára. A mobilos verziót 2015. január 21-én mutatták be; elődjeitől eltérően nem csak mobilokon, hanem phableteken is képes futni (a Windows 8-on alapuló Windows RT kereskedelmi kudarcnak bizonyult).
2015-ben bemutatták az iOS-alkalmazások UWP platformra fordítására alkalmas Islandwood (később Windows Bridge) eszközkészletet, melynek első verziója augusztus 16-án jelent meg az MIT licence alatt. A Visual Studio 2015-ös verziójával az Xcode projektek VS2015-ös verzióra alakíthatóak. A később bemutatott Centennial eszköztárat a Win32-alkalmazások átalakítására szánták.

### Project Astoria
A Build konferencián bejelentett Astoria környezet lehetővé teszi Androidos programok futtatását; a Google Mobile Servicest a Bing Maps és az Xbox Live helyettesíti. Az Android háttérfeladataira erősen támaszkodó alkalmazások nem vagy rosszul futnak.
A 2015. novemberi halasztást követően 2016. február 25-én a projektet leállították; mivel a cég szerint az elsősorban az iOS-t célozzák, a Windows Bridge kielégíti az igényeket. A fejlesztőknek a C# nyelvet használó Xamarin környezetet javasolták. Az Astoria később a Windows Subsystem for Linux alapját képezte.

### Elnevezése
Bár a Microsoft 2014-től kivezette a Windows Phone márkát, egyesek szerint a rendszer hasonló funkcionalitása miatt a Windows Phone 8.1 utódja. A cég a szoftvert „a Windows 10 mobilokra és kisebb méretű tabletekre szánt verziójaként” mutatta be, a kiszivárgott képernyőképeken pedig a Windows 10 Mobile név szerepelt. A fejlesztői kiadás a Windows 10 Technical Preview for phones elnevezést viselte, a Microsoft Edge user agentje pedig a Windows Phone 10 nevet tartalmazta.
2015. május 13-án hivatalosan is megerősítették, hogy az új rendszer neve Windows 10 Mobile.

## Funkciói
A rendszer célja a Windows 10 asztali verziójával való hasonlóság; a felületük több pontban hasonlít (a Microsoft erre az Office összetevőit, valamint a képmegjelenítő és a térképalkalmazást hozta például). Az UWP platformnak köszönhetően az alkalmazások könnyen fordíthatóak a két verzió között. Ugyan a rendszer nem képes a Win32-alkalmazások futtatására, a Windows Phone 8-ra írtak elindulnak rajta.
Az értesítések szinkronizálhatóak: a számítógépen való eltüntetéskor a mobilon sem lesz látható. A háttérképek az átlátszó csempék mögött jeleníthetőek meg. Az üzenetküldő alkalmazás az SMS-ek mellett a Skype-ot is támogatja, és képes az eszközök közti szinkronizációra. A kameraprogram a korábban a Lumiákon elérhető alkalmazással egyenértékű funkciókkal bír, a galéria pedig képes a OneDrive-on tárolt fotók megjelenítésére, valamint korrekciók végrehajtására. A képernyő-billentyűzet kurzorának pozíciója az irányítóval szabályozható, emellett támogatja a hangfelismerést, nagyobb felbontású készülékeken pedig jobbra vagy balra is áthelyezhető.
A táblagépes módban a rendszer a külső kijelzőn az asztali verzióra emlékeztető elrendezést használ, az irányítás pedig az USB-n vagy Bluetooth-on csatlakoztatott eszközökkel lehetséges. Külső kijelzőhöz vezeték nélkül (Miracast), USB-C-vel, valamint HDMI vagy DisplayPort használatával lehet csatlakozni.
Az Office új verziója a szalagos eszköztárat használja, az Outlook pedig a Word asztali verziójának megjelenítési motorját alkalmazza. Az Internet Explorer Mobile-t a Microsoft Edge váltotta fel.

## Megjelenése
Az első, Windows 10 Mobile-t futtató eszközök 2015 novemberében jelentek meg. A hibajavításokhoz nem, azonban a rendszerfrissítésekhez szükséges a szolgáltató közreműködése.
A Windows Insider program keretében egyes eszközökre telepíthető volt a rendszer béta verziója. A 2015. április 20-án megjelent kiadás a második és harmadik generációs Lumiák többségére elérhetővé vált, azonban a megjelenítéssel kapcsolatos problémák miatt a 640 XL, 930 és Icon modellekre nem lehetett telepíteni, később pedig a frissítést a problémák megoldásáig visszatartották. A hibákat a Windows Phone Recovery Tool frissítésével oldották meg.
A 2015. június 16-án megjelent 10136-os verzióban jelenlévő probléma miatt a frissítés előtt egyes eszközökön a Windows Phone 8.1-es verziójára kell visszaállni (ezt az egy héttel később kiadott 10149-es verzióban orvosolták). A Lumia 635-ös modellben jelenlévő hibák miatt a Redstone frissítéseket a 14322-es verzióig visszatartották.

### Frissítések
Egyes Windows Phone 8.1-et futtató készülékek frissíthetőek a 10-es verzióra; a Microsoft szerint ez 2015 novemberétől lett volna lehetséges, azonban 2016 márciusáig elnapolták. Először néhány Lumia és BLU készülék kapta meg a frissítést; később tagadták, hogy a 10 Mobile a Lumia Icon és a BLU Win JR LTE telefonokra is telepíthető lenne.
A cég kezdetben azt állította, hogy minden Lumia készülék frissíthető, viszont később ezt a Denim keretrendszerű, legalább 8 GB RAM-mal rendelkező eszközökre szűkítették. Állításuk szerint tervezték az 512 MB RAM-mal szerelt mobilok (például Lumia 520) frissíthetőségét, azonban ez nem valósult meg. Ugyan a 1020-as és 1320-as készülékek megfeleltek a feltételeknek, a vállalat a teljesítménybeli problémáékra hivatkozva nem engedélyezte a telepítést. A 2017 októberében kiadott eszközzel a régebbi, 512 MB és 1 GB RAM-mal szerelt telefonok is frissíthetőek.

## Hardver
A Windows Phone-vonalhoz hasonlóan a Windows 10 Mobile is az ARM architektúrájú Qualcomm Snapdragon processzorokat támogatja. Az Ars Technica szerint az IA-32 architektúra (például Atom x3 és Carizzo) támogatását is tervezték, de ez nem valósult meg.
A hardverkövetelmények a korábbiakhoz képest hasonlóak: 1 GB RAM, 8 GB tárhely és 800×480-as (szoftveres gombok esetén 854×480-as) felbontás, azonban a Windows Phone 8-tól eltérően a maximális képernyőfelbontás 1080p helyett QSXGA (2560×2048) vagy akár magasabb. A memóriaigény a felbontással együtt növekszik (míg 800×480-nál 1 GB szükséges, QSXGA-nál 3 GB).
A Windows 10 Mobile-t futtató alsó (Lumia 550) és felső kategóriás (Lumia 950 és 950XL) mobilokat 2015. október 6-án mutatták be.

## Verziótörténet

### Első kiadás (1507 és 1511)
Az operációs rendszert a 2015. január 21-ei „The Next Chapter” eseményen jelentették be. Az első kiadás a Windows Insider program keretében jelent meg egyes Windows Phone 8-at és 8.1-et futtató készülékekre. Az első két verzió (1507 és 1511) az asztali változathoz hasonlóan a Threshold 1 és Threshold 2 kódnevet viselte. A Windows Phone 8.1-et futtató telefonokat 2016. március 17-étől lehet frissíteni.

### Évfordulós frissítés (1607)
A 1607-es verzió (Redstone 1) 2016. február 19-én jelent meg; ezt kezdetben nem minden Insider-résztvevő kapta meg.

### Alkotói (1703) és őszi alkotói frissítés (1709)
A 1703-as frissítést (Redstone 2) az Insider-résztvevők 2016. augusztus 17-étől próbálhatták ki, szélesebb körben pedig 2017. április 25-étől érhető el. A verzió számos kisebb módosítást tartalmaz: e-book olvasót ad az Edge-hez, lehetővé teszi a készülék kikapcsolását táblagép módban külső képernyő használata esetén, a Skype támogatja az SMS-eket, valamint támogatottak a védett SD-kártyák. Az asztali változatban megjelent egyes újítások (például Paint 3D) a mobilos verzióba nem kerültek át. A frissítés véglegesítésének idején az Insider programban megjelent a „feature2” frissítési ág; többek szerint ez volt a jele annak, hogy a Microsoft leállítja a fejlesztést, mivel az asztali és mobilos kiadások már nem voltak szinkronban egymással.
Az alkotói frissítés az alábbi készülékekre telepíthető:
- Alcatel Idol 4S és 4S Pro
- Alcatel OneTouch Fierce XL
- HP Elite x3
- Lenovo Softbank 503LV
- Microsoft Lumia 550
- Microsoft Lumia 650
- Microsoft Lumia 950 és 950 XL
- Trinity NuAns Neo
- VAIO Phone Biz (VPB051)

Az alábbi készülékekre az őszi alkotói frissítés is feltelepíthető:
- MCJ Madosma Q601
- Microsoft Lumia 640 és 640 XL

A 2017 elején véletlenül kiszivárgott CShell (composable shell, összeállítható felület) felfedte, hogy a Microsoft egy moduláris felületen dolgozik; a verzióban a kezdőképernyő, az értesítési központ és az asztali változattal megegyező táblagépes mód volt kidolgozva. A CShell nem kompatibilis a Windows Phone-érából származó Silverlight-alkalmazásokkal.

## Fogadtatása
| Év   | Piaci részesedés |
| ---- | ---------------- |
| 2016 | 0,34%            |
| 2017 | 0,1%             |
| 2018 | 0,04%            |
| 2019 | 0,02%            |

A Windows 10 vegyes értékeléseket kapott. A The Verge Lumia 950 tesztjében szerepel, hogy szerintük a rendszer kidolgozatlan, a felület pedig az Android és a Windows Phone keverékének tűnik; megemlítették, hogy a szoftver a Windows Phone 8.1-gyel megegyező teljesítményű, valamint a Microsoft igyekezett szinergiát teremteni az UWP-alkalmazások futtathatóságával. Szerintük a táblagépes módnak később lehet jelentősége, de aktuális állapotában inkább csak demonstrációs célokat szolgál (a harmadik féltől származó alkalmazások nem támogatottak).
A Techradar szerint a Windows Phone és a Windows 10 Mobile legnagyobb hátránya az alkalmazáskínálat szűkössége. A felhasználók panaszaira válaszul később a Microsoft engedélyezte a Windows Phone 8.1-re való visszatérést.

## Bevételek
A 2016. június 30-án véget ért üzleti év végén a telefonos üzletág bevétele 3358 millió dollár volt.
| Év   | Bevétel (millió USD) |
| ---- | -------------------- |
| 2014 | 3073                 |
| 2015 | 7072                 |
| 2016 | 3358                 |

Az egy évvel korábbi hardverbevételek:
| Év   | Hardverbevétel (millió USD) | Üzemeltetés bevétele (millió USD) |
| ---- | --------------------------- | --------------------------------- |
| 2014 | 1982                        | 54                                |
| 2015 | 7524                        | 701                               |

A 2015. június 30-án véget ért üzleti év jelentései szerint a cég 2,5 milliárd dollárt költött átszervezésre (ennek részét képezte egy tömeges elbocsátási hullám is).

## A támogatás megszűnése
2017. október 8-án Joe Belfiore bejelentette, hogy az alacsony piaci részesedés és a fejlesztői érdektelenség miatt a Microsoft a mobilos operációs rendszereit többé nem bővíti új funkciókkal, a Windows 10 Mobile már csak biztonsági frissítéseket fog kapni. 2016 óta a cég a mobilos üzletágában tömeges leépítésbe kezdett: alkalmazottait elbocsátotta, a Nokia mobiltelefonos ágát pedig eladta a HMD Globalnek és a Foxconn-nak. Erőforrásaikat az Androidra és iOS-re szánt alkalmazásokra helyezték át, valamint bejelentették az összehajtható Surface Duo androidos okostelefont. 2018-ra a Windows 10 Mobile piaci részesedése 0,33%-ra esett.
2019 januárjában bejelentették, hogy a rendszer támogatása december 10-én megszűnik, és megkezdték a szoftverhez kapcsolódó online szolgáltatások (például biztonsági mentés) kivezetését. Később még egy biztonsági javítást kiadtak, a támogatás megszűnését pedig 2020. január 14-re (a Windows 7 támogatottsága megszűnésének napja) halasztották.

## Fordítás
- Ez a szócikk részben vagy egészben  a   Windows 10 Mobile című angol Wikipédia-szócikk ezen változatának fordításán alapul.  Az eredeti cikk szerkesztőit annak laptörténete sorolja fel. Ez a jelzés csupán a megfogalmazás eredetét és a szerzői jogokat jelzi, nem szolgál a cikkben szereplő információk forrásmegjelöléseként.